# 鲁仲连墓
鲁仲连墓，位于山东省淄博市高青县高城镇大王村，是中华人民共和国山东省文物保护单位之一。
2006年12月7日，授予山东省文物保护单位，是一座古墓葬。